# 天鵝座V1143
天鵝座V1143，又名BD+54 2193，HD 185912、SAO 31850、HR 7484，是天鵝座的一颗恒星，视星等为5.82，位于銀經87.25，銀緯15.59，其B1900.0坐标为赤經19h 36m 26.2s，赤緯+54° 15.59′ 22″。